# ВНИИГМИ-МЦД
ФГБУ «ВНИИГМИ-МЦД» — Федеральное государственное бюджетное учреждение «Всероссийский научно-исследовательский институт гидрометеорологической информации — Мировой центр данных» — российский государственный научно-исследовательский и производственный центр в области гидрометеорологии. Расположено в г. Обнинске Калужской области. Одно из учреждений Федеральной службы России по гидрометеорологии и мониторингу окружающей среды (Росгидромета).

## Список официальных названий института
- 1964 г. — Отделение хранения и статистической обработки гидрометеорологических данных Мирового метеорологического центра.
- 1969 г. — Отделение Гидрометцентра по статистической обработке и хранению данных (ОГМЦ).
- 1971 г. — Всесоюзный (ныне Всероссийский) научно-исследовательский институт гидрометеорологической информации — Мировой центр данных (ВНИИГМИ-МЦД).

## Директора
- 1969 — 1971 гг. — Неушкин Александр Иванович, к.г.н.
- 1971 — 1973 гг. — Клюкин Николай Константинович, к.г.н.
- 1973 — 1978 гг. — Аксарин Николай Николаевич, к.г.н.
- 1978 — 1989 гг. — Смирнов Вячеслав Иванович, к.т. н.
- 1989 — 1994 гг. — Рейтенбах Рудольф Генрихович, к.ф-м.н.
- 1994 — 2010 гг. — Шаймарданов Марсель Зарифович, к.ф-м.н., д.г.н.
- 2011 — 2017 гг. — Копылов Василий Николаевич, д.т.н.
- 2017 — 2021 гг. — Косых Валерий Семенович, к.т.н.
- 2021 — н.в. — Шаймарданов Владислав Марселевич, директор, д.ф.-м.н.

## Структура
В состав ФГБУ «ВНИИГМИ-МЦД» входят следующие структурные подразделения:
- Центр гидрометеорологических данных.
- Центр океанографических данных.
- Центр информационных технологий и автоматизированной системы передачи данных.
- Информационный центр.
- Отдел климатологии.
- Отдел аэрологии.
- Отдел прикладных и системных исследований.
- Отдел информационных технологий первичной обработки гидрометеорологической информации.
- Лаборатория исследования последствий изменения климата.
- Лаборатория комплексной автоматизации.

## Направления деятельности
- Создание, внедрение и сопровождение программных комплексов сбора, контроля, обработки и распространения гидрометеорологической информации на территории России.
- Развитие технологий ведения фондов данных, формирования информационных ресурсов Единого государственного фонда данных о состоянии окружающей среды, её загрязнении.
- Создание информационных технологий обслуживания научных исследований, отраслей экономики и хозяйствующих субъектов информацией о состоянии окружающей среды.
- Анализ и изучение структуры и изменчивости различных компонентов климатической системы (атмосфера, океан, суша).
- Экономическая метеорология.
- Модернизация технологий первичной обработки и формирования режимной гидрометеорологической информации с учетом модернизации наблюдательных сетей Росгидромета с целью регулярного пополнения Единого государственного фонда данных Росгидромета.[1]
- Ведение Единого государственного фонда данных о состоянии окружающей среды, её загрязнении.
- Ведение отраслевого фонда научно-технической информации.
- Сбор, накопление и архивация оперативной гидрометеорологической информации, полученной от отечественных и зарубежных платформ наблюдений; обслуживание потребителей.[2]
- Ведение и обслуживание потребителей сведениями о сетевых подразделениях Росгидромета.
- Ведение земельно-имущественного комплекса Росгидромета.